# Mi cuñado
Mi cuñado es una serie de televisión argentina, en formato unitario, de género cómico, producida por Telefe Contenidos. Es una adaptación del programa original también llamado "Mi cuñado", protagonizado por Osvaldo Miranda y Ernesto Bianco emitido por Canal 13 en 1976.
El guion estuvo a cargo de Laura Ferrari, y fue idea original de Oscar Viale. Sus protagonistas fueron Luis Brandoni y Ricardo Darín.
Comenzó a emitirse el 30 de abril de 1993 los días viernes en el horario de las 21:00. (UTC-3), por Telefe. Finalizó en diciembre de 1996, tras cuatro temporadas al aire. Desde mediados de 1997 se repitieron todas las temporadas de lunes a viernes en el horario de 13:00 a 14:00 horas; al año siguiente, Telefe emitió capítulos de estreno los martes en el horario de las 22:00 a modo de cierre final de la historia.
En febrero de 2013, en su 20° aniversario, Telefe repitió la serie a las 19:00 horas pero tuvo que ser levantada por bajo índice de audiencia.

## Sinopsis
"Mi cuñado" cuenta la historia de Roberto Cantalapiedra (Luis Brandoni), quien mucho tiempo después de quedar viudo y con su hija Lili (Cecilia Dopazo), conoce a Andrea Fornari (Patricia Viggiano), con quien comienza una relación hasta llegar al matrimonio, sin saber que ese día recibiría lo que podría llamar el peor regalo de su vida: la llegada de su cuñado Federico "Chiqui" Fornari (Ricardo Darín), quien le dará muchos dolores de cabeza.

## Elenco y personajes

### Protagonistas
- Luis Brandoni como Roberto Cantalapiedra, un hombre de clase media, aparentemente empresario, del cual no se conoce bien a qué rubro se dedica. A primera vista, Cantalapiedra se muestra como un hombre siempre recto y dedicado a su familia. Quedó viudo de un primer matrimonio, fruto del cual nació su primera hija Liliana ("Lilí") y en su afán de poder conseguir una nueva esposa que lo ayude con la crianza de su hija, terminó recomponiendo su familia al lado de Andrea Fornari... Aunque ello le haya traído como contrapartida, el lidiar con el hermano de esta, "Chiqui". Anticuado y forjado a la antigua, suele despacharse con frases y términos fuera de época. Tiene una particularidad de siempre cada vez que algo ocurre, mira hacia la cámara dando una corta reflexión sobre la situación.
- Ricardo Darín como Federico "Chiqui" Fornari, un auténtico hombre adaptado a la vida fácil al que no se le conoce un empleo, despreocupado y sin el más mínimo interés en enderezar su vida. Se conoció con Cantalapiedra durante un superclásico entre Boca Juniors y River Plate, al cual asistió acompañado de su hermana Andrea y por la cual Roberto terminó enamorado, pese a gritarles en la cara un gol de Boca. Esta situación, terminó siendo aprovechada por Chiqui, quien le efectuó un tortuoso examen a Cantalapiedra con el fin de poder casarlo con su hermana. Sin embargo, el objetivo de Chiqui al parecer resultó ser otro, ya que además de su nueva familia, Roberto se vio obligado a también mantenerlo, debiendo soportar cada una de las ideas y andanzas en las que se metía, con tal de no buscar trabajo. Una vez integrado a la familia, se vuelve cómplice y protector de Liliana (aunque con el paso del tiempo, llega a florecer algo más entre ambos) y malcría, consiente en todo y mal aconseja a su sobrino Ulises, el hijo de su hermana con Roberto. Una particularidad de Chiqui es que, cada vez que tiene que definir una situación, corre hasta un espejo ubicado en la sala y reflexiona sobre cómo definir la situación, hablándose a sí mismo.

### Elenco coprotagónico
- Cecilia Dopazo como Liliana Cantalapiedra, la hija mayor de Roberto, que se encuentra en edad de secundaria. Constantemente en rebeldía por encontrarse a las puertas de la mayoría de edad, vive constantemente rozando con su padre. Sin embargo, encuentra en Chiqui a su cómplice y confidente, pero más adelante la amistad da paso a otros sentimientos.
- Patricia Viggiano como Andrea Fornari, segunda esposa de Roberto y hermana de Chiqui. Si bien, tras haberse conocido se produjo una fuerte conexión entre ella y Roberto, su relación fue usada por su hermano Chiqui como chivo expiatorio para acogerse a una nueva vida. Con Roberto tuvieron a su hijo Ulises, siendo el segundo hijo de él y el primero de ella.
- Leonardo Vilches como Ulises Cantalapiedra, hijo de Andrea y Roberto. Es un niño en edad escolar, con las típicas dudas de un niño que meten en más de un aprieto a los adultos a la hora de explicarlas. Es el consentido de Chiqui, aprendiendo muchas de sus actitudes y arranques y siguiendo siempre todos sus consejos.
- Nelly Prono como Emilia, la empleada de confianza de los hermanos Fornari. Tras el casamiento de Andrea y Roberto, se muda a la casa Cantalapiedra junto a los Fornari. Como si fuese que todavía sigue viviendo en la casa de los Fornari, consiente en todo a Chiqui y enarbola un fuerte disgusto hacia Roberto, a quien tilda de "engrupido".

### Reparto secundario
- Henny Trayles como Corina.
- Lucía Vásquez Peralta como "Manón Cantalapiedra".
- Rodrigo Fraga como Rok.
- Osvaldo Santoro como Sinistri.
- Pablo Novak como David Oblasky, interés amoroso de Lilí.
- Ximena Fassi como Jimena, amiga de Lilí
- Jesús Berenguer como Albor García, el primer cuñado de Cantalapiedra y tío de Lilí.
- Julio Di Palma como Francisco Moya, el casero de la quinta.
- Verónica Yussyn
- Marisa Ferrari
- Efraim Cortizo
- Pietro Gucciana
- Mariela Quirini

### Participaciones
- Miguel Habud como Rodrigo, secuaz de Chiqui
- Martín Seefeld como Nicolás, secuaz de Chiqui
- Roberto Antier como Gino, el relojero, también secuaz de Chiqui.
- Ricardo Bauleo cómo Mario Culancieri, político amigo de Chiqui y exnovio de Andrea
- Marcos Woinski como Schenkel, adiestrador canino
- Alejandra Gavilanes como María de la Paz Taranto, interés amoroso de Chiqui.
- Villanueva Cosse como Francisco Taranto, padre de María de la Paz.
- Liliana Abayieva
- Marcelo Alfaro como Padre Luis.
- Rubén Ballester como Fernando Ferreira Nazar.
- Carlos Bermejo como Germán.
- Guadalupe Martínez Uría
- Carolina Peleritti como Charo, la dueña de la lavandería.
- José María López como Rafael, el padre de Charo.
- Marta Betoldi
- Martha Bianchi como Magdalena.
- Alberto Busaid como Bruno.
- Marikena Riera como Jimena.
- Ana María Colombo
- Hugo Cosiansi
- Damián De Santo
- Verónica Elizalde
- Julio Gini como Lentini.
- Raúl Lavié
- Natalia Lobo como Mimí
- Pablo Machado como Guillermo.
- Violeta Naón
- Adrián Navarro
- Diego Olivera como Martín Álvarez
- Pablo Patlis como Charlie.
- Ingrid Pelicori como Mariana.
- Miguel Peludi como Mujica.
- César Vianco como Buby, profesor de teatro.
- Horacio Peña como el Dr. Bassano, odontólogo.
- Luciana Ramos
- Carlos Reyes como Molinari.
- Jorge Sabate
- Verónica Varano como Daniela.
- Leopoldo Verona como Llañes.
- Romina Yan como Lorena Picabea
- Facundo Arana como Victor
- Millie Stegman
- Coraje Ábalos
- Oscar Ferreiro
- Paula Siero
- Pepe Novoa
- Humberto Serrano como el doctor
- Andrea Campbell como la profesora
- Georgina Barbarrosa como Verónica
- Pablo Cedron actuación especial
- Sebastian Pajoni como Javier
- Emilio Bardi como el militar
- Marcelo Mazzarello como el doctor